# Buzz!
Buzz! es una saga de videojuegos originaria de Sleepydog Ltd, desarrollada por Relentless Software y publicada por Sony Computer Entertainment Europe para las consolas PlayStation 2, PlayStation 3 y PlayStation Portable.

## Serie Buzz!
Buzz! es un concurso ficticio de preguntas y respuestas presentado por Buzz, un showman energético, algo egocéntrico y que se divierte metiéndose con los jugadores más patosos, Rose, la atractiva azafata del concurso que se dedica a explicar la mecánica de las diferentes rondas, y Greg, la voz en off del concurso que lee las preguntas a los jugadores. El concurso tiene un formato de multironda en el que las rondas varían según el juego. El programa lo gana el jugador con mayor puntuación haya acumulado en las rondas.
Los juegos de la serie Buzz! son desarrollados por Relentless Software, Magenta Software y Curve Studios.

### Juegos
- Buzz!: El Gran Concurso Musical:[1] primer juego de la serie Buzz! dedicado a las preguntas y respuestas sobre la música Pop de los últimos 50 años. En el juego, los jugadores tienen que jugar a una serie de rondas en donde tendrán que ganar el máximo número de puntos respondiendo a preguntas de temática exclusivamente musical para poder ganar la partida. Las rondas que tienen que superar los jugadores son Acumulador de Puntos, Rayo, Dedo más Veloz, Transferir, Pasa la Bomba, Buzz Stop, Dedo Gatillo y Disparo Rápido.
  - Plataforma: PlayStation 2
  - Fecha de Lanzamiento: 16 de noviembre de 2005

- Buzz!: el Gran Reto:[2] segundo juego de la serie Buzz! dedicado a las preguntas y respuestas sobre cultura general. En el juego, los jugadores tienen que jugar a una serie de rondas donde tendrán que ganar el máximo número de puntos respondiendo a preguntas sobre diferentes temáticas para poder ganar la partida. Las rondas que tienen que superar los jugadores son Acumulador de Puntos, Rayo, Dedo más Veloz, Pasa la Bomba, Pregunta a un Amigo, Pistolero, el Robapuntos y Disparo Rápido. La novedad que trajo consigo este juego es que podían jugar hasta un máximo de 8 jugadores a la vez. Este juego ganó el BAFTA al mejor juego casual y social.
  - Plataforma: PlayStation 2
  - Fecha de Lanzamiento: 19 de abril de 2006

- Buzz!: el Gran Concurso de Deportes:[3] tercer juego de la serie Buzz! dedicado a las preguntas y respuestas sobre deportes. En el juego, los jugadores tienen que jugar una serie de rondas donde tendrán que ganar el máximo número de puntos respondiendo a preguntas de temática deportiva para poder ganar la partida. Las rondas que tienen que superar los jugadores son Acumulador de Puntos, Dedo más Veloz, Ruleta, Mundo de los Deportes, Expertos, Línea de Meta, el Robapuntos, Riesgo, Estimación y Pasa la Bomba.
  - Plataforma: PlayStation 2
  - Fecha de Lanzamiento: 15 de noviembre de 2006

- Buzz!: el MegaConcurso:[4] cuarto juego de la serie Buzz! dedicado, nuevamente, a las preguntas y respuestas de cultura general. En el juego, los jugadores tienen que jugar una serie de rondas donde tendrán que ganar el máximo número de puntos respondiendo a preguntas de diferentes temáticas y jugar esos puntos en la ronda final para poder ganar la partida. Las rondas que tienen que superar los jugadores son Tú Eliges, Acierta y Sigue, Dedo más Veloz, ¡Pelea de Tartas!, Reto Misterioso, el Trotamundos, Todos en Orden, el Robapuntos y Cuenta Atrás.
  - Plataforma: PlayStation 2
  - Fecha de Lanzamiento: 3 de mayo de 2007

- Buzz!: Hollywood:[5] quinto juego de la serie Buzz! dedicado a las preguntas y respuestas sobre el cine. En el juego, los jugadores tienen que jugar una serie de rondas donde tendrán que ganar el máximo número de puntos respondiendo a preguntas de temática cinematográfica y jugar esos puntos en la ronda final para poder ganar la partida. Las rondas que tienen que superar los jugadores son Actores de Hollywood, Dedo más Veloz, Realidad o Ficción, Todos en Orden, ¡Pelea de Tartas!, ¡Puntos a la Fuga!, el Robapuntos y Cuenta Atrás.
  - Plataforma: PlayStation 2
  - Fecha de Lanzamiento: 16 de noviembre de 2007

- Buzz!: Pop Music (40 Principales):[6] sexto juego de la serie Buzz! dedicado, nuevamente, a las preguntas y respuestas sobre la música. En el juego, los jugadores tienen que jugar una serie de rondas para poder ganar el máximo número de puntos respondiendo a preguntas de temática musical y jugar esos puntos en la ronda final para poder ganar la partida. Las rondas que tienen que superar los jugadores son ¿Quién es el Artista?, Cajas de Música, Pasa la Bomba, Estrellas del Vídeo, ¡Pelea de Tartas!, No Bajes el Tono, el Robapuntos y Cuenta Atrás.
  - Plataforma: PlayStation 2
  - Fecha de Lanzamiento: 29 de abril de 2008

- Buzz!: el MultiConcurso:[7] séptimo juego de la serie Buzz! y el primero para PlayStation 3 dedicado, nuevamente, a las preguntas y respuestas de cultura general. En el juego, los jugadores tienen que jugar una serie de rondas donde tendrán que ganar el máximo número de puntos respondiendo a preguntas de diferentes temáticas y jugar esos puntos en la ronda final para ganar la partida. Las rondas que tienen que superar los jugadores son Acumulador de Puntos, Pasa la Bomba, Dedo más Veloz, ¡Pelea de Tartas!, el Robapuntos, Hagan Sus Apuestas y Cuenta Atrás. La serie daba su gran salto a la nueva consola presentando diversas novedades como los nuevos pulsadores inalámbricos, la nueva página web MyBuzz donde los jugadores podían publicar preguntas personalizadas y poder jugar partidas con las preguntas personalizadas de los usuarios y la posibilidad de jugar en línea con jugadores de todo el mundo. Rose, la azafata del concurso que nos explicaba las mecánicas de las pruebas y que había sido un personaje fijo en toda la serie, desaparece a partir de este juego.
  - Plataforma: PlayStation 3
  - Fecha de Lanzamiento: 2 de julio de 2008

- Buzz!: Escuela de Tantentos:[8] octavo juego de la serie Buzz! dedicado a las preguntas y respuestas de conocimientos generales. En el juego, los jugadores tienen que jugar a una serie de rondas donde tendrán que ganar el máximo número de puntos respondiendo a preguntas de diferentes asignaturas de primaria y jugar esos puntos en la ronda final para ganar la partida. Las rondas que tienen que superar los jugadores son Dedo más Veloz, Realidad o Ficción, ¡Pelea de Tartas!, Cultura General, Todos en Orden y Cuenta Atrás.
  - Plataforma: PlayStation 2
  - Fecha de Lanzamiento: 10 de julio de 2008

- Buzz!: Concurso de Bolsillo:[9] noveno juego de la serie Buzz! y el primero para PlayStation Portable dedicado, nuevamente, a las preguntas y respuestas de cultura general. En el juego, los jugadores tienen que jugar a una serie una serie de rondas donde tendrán que ganar el máximo número de puntos respondiendo a preguntas de diferentes temáticas para ganar la partida. Las rondas que tienen que superar los jugadores Imagina, ¡Puntos a la Fuga!, Pasa la Bomba y ¡Punto Débil!. El juego cambia en la manera de jugar en solitario haciendo que el objetivo del jugador sea superar con máxima puntuación las diferentes rondas para conseguir una medalla que le permita continuar la partida. Las rondas que tiene que superar son Instantánea, Todos en Orden, Temporal, Apunta y Dispara, Imagina y Vírico. Fue el primer juego en que se prescindió de los pulsadores tan característicos de la serie y se jugaba pasándose unos a otros la consola portátil.
  - Plataforma: PlayStation Portable
  - Fecha de Lanzamiento: 29 de julio de 2008

- Buzz!: Cerebros en Acción:[10] undécimo juego de la serie Buzz! que se aleja de la mecánica de las preguntas y respuestas para centrarse en las pruebas mentales para ejercitar el cerebro. En el juego, el jugador tiene que superar una serie de pruebas mentales divididas en diferentes categorías: Observación, Memoria, Análisis y Cálculo, para así conseguir el mayor número de puntos y aprobar el examen de Buzz. Algunas de las pruebas que tiene que superar el jugador son Reconocimiento de Siluetas, Sonidos Encadenados, Laberinto, Cuentas Exactas, etc.
  - Plataforma: PlayStation Portable
  - Fecha de Lanzamiento: 4 de diciembre de 2008
- Buzz!: el Concurso Móvil:[11] décimo juego de la serie Buzz! y el primero para teléfonos móviles dedicado, nuevamente, a las preguntas y respuestas de cultura general. En el juego, los jugadores tienen que jugar a una serie una serie de rondas donde tendrán que ganar el máximo número de puntos respondiendo a preguntas de diferentes temáticas para ganar la partida. Las rondas que tienen que superar los jugadores Imagina, ¡Puntos a la Fuga!, Pasa la Bomba y ¡Punto Débil!. El juego incluye de jugar en solitario en el que el objetivo del jugador es superar con máxima puntuación las diferentes rondas para conseguir una medalla que le permite continuar la partida. Las rondas que tiene que superar son Instantánea, Todos en Orden, Apunta y Dispara, Temporal, Imagina y Vírico.
  - Plataforma: Teléfono Móvil
  - Fecha de Lanzamiento: 9 de diciembre de 2008

- Buzz!: ¿qué Sabes de tu País?:[12] duodécimo juego de la serie Buzz! dedicado a las preguntas y respuestas de cultura nacional. En el juego, los jugadores tienen que jugar a una serie de rondas donde tendrán que ganar el máximo número de puntos el máximo número de puntos respondiendo a preguntas de conocimientos nacionales y jugar esos puntos en la ronda final para ganar la partida. Las rondas que tienen que superar los jugadores son Acumulador de Puntos, Pasa la Bomba, Dedo más Veloz, ¡Pelea de Tartas!, el Robapuntos, Hagan sus Apuestas y Cuenta Atrás. El aspecto del plató cambiaba de color y banderas según el país al que iba destinado el juego.
  - Plataforma: PlayStation 2, PlayStation Portable, PlayStation 3
  - Fecha de Lanzamiento: 23 de marzo de 2009

- Buzz!: Concurso Universal:[13] decimotercer juego de la serie Buzz! dedicado, nuevamente, a las preguntas y respuestas de cultura general. En el juego, los jugadores tienen que jugar a una serie de rondas para ganar el máximo número de puntos respondiendo preguntas de diferentes temáticas y jugar esos puntos en la ronda final para ganar la partida. Las rondas que tienen que superar los jugadores son Acumulador de Puntos, Dedo más Veloz, ¡Pelea de Tartas!, Contrarreloj, Pasa la Bomba, de Locura, Punto Crítico, el Robapuntos, Hagan Sus Apuestas, en el Punto de Mira y Cuenta Atrás.
  - Plataforma: PlayStation 3, PlayStation Portable
  - Fecha de Lanzamiento: 29 de octubre de 2009

- Buzz!: el Concurso Musical Definitivo:[14] decimocuarto y último juego de la serie Buzz! dedicado, nuevamente, a las preguntas y respuestas sobre la música. En el juego, los jugadores tienen que jugar a una serie de rondas para ganar el máximo número de puntos respondiendo preguntas de temática musical y jugar esos puntos en la ronda final para ganar la partida. Las rondas que tienen que superar los jugadores son Acumulador de Puntos, ¡Pelea de Tartas!, Dedo más Veloz, Deformación Melódica, Contrarreloj, de Locura, Míralo, Punto Crítico, Altas Estacas y Cuenta Atrás. Este juego trajo consigo que, además de poder jugarlo con los pulsadores, también se puede jugar con los mandos y la cámara de PlayStation Move.
  - Plataforma: PlayStation 3, PlayStation Portable
  - Fecha de Lanzamiento: 1 de diciembre de 2010

## Serie Buzz! Junior
Después del éxito de los juegos Buzz!, se lanzó al mercado una nueva serie de juegos llamada Buzz! Junior que estaba destinada al público infantil. En esta nueva serie, cada juego tiene temáticas y personajes diferentes que llevarán a sus jugadores desde lo más profundo de la jungla hasta la mansión más monstruosa donde tienen que jugar a una serie de divertidos y variados minijuegos. Como su predecesor, el objetivo que tienen los jugadores en los juegos es ganar el mayor número de puntos para ganar la partida.
Los juegos de la serie Buzz! Junior son desarrollados por Magenta Software, FreeStyleGames y Cohort Studios.

### Juegos
- Buzz! Junior: Locura en la Jungla:[15][16] primer juego de la serie Buzz! Junior dedicado a las travesuras de unos monos en la jungla. En el juego, los jugadores encarnan a cuatro monos que juegan a una serie de divertidos minijuegos para ganar el máximo número de puntos para poder ganar la partida. Algunos de los minijuegos que tienen que superar los jugadores son Gira Gira, Batalla en Globo, Dale a la Ardilla, ¡Contar con Cartas!, etc.
  - Plataforma: PlayStation 2, PlayStation Portable
  - Fecha de Lanzamiento: 25 de octubre de 2006 (PS2)/18 de noviembre de 2010 (PSP)

- Buzz! Junior: RoboManía:[17] segundo juego de la serie Buzz! Junior dedicado al entrenamiento de unos robots para entrar en el ejército. En el juego, los jugadores encarnan a cuatro robots que juegan a una serie de divertidos minijuegos para ganar el máximo número de puntos para poder ganar la partida. Algunos de los minijuegos que tienen que superar los jugadores son Astroexplosión, Peligro, Pistón, Teletransporte de Robots, Aplastabichos, etc.
  - Plataforma: PlayStation 2
  - Fecha de Lanzamiento: 30 de mayo de 2007

- Buzz! Junior: Monsters:[18] tercer juego de la serie Buzz! Junior dedicado a las travesuras de unos monstruos en la mansión encantada de su creador. En el juego, los jugadores encarnan a cuatro pequeños monstruos que juegan a una serie de divertidos minijuegos para ganar el máximo número de puntos para ganar la partida. Algunos de los minijuegos que tienen que superar los jugadores son Caza del Tesoro, Golf Macabro, Atrapa la Calabaza, Hockey con Tortugas, etc.
  - Plataforma: PlayStation 2
  - Fecha de Lanzamiento: 24 de octubre de 2007

- Buzz! Junior: Dinos:[19] cuarto juego de la serie Buzz! Junior dedicado a las aventuras de unos dinosaurios en la prehistoria. En el juego, los jugadores encarnan a cuatro dinosaurios que juegan a una serie de divertidos minijuegos para ganar el máximo número de puntos para ganar la partida. Algunos de los minijuegos que tienen que superar los jugadores son Corredores Elásticos, ¡Vuela, Vuela Alto!, Barro Escurridizo, ¡Tsunami!, etc.
  - Plataforma: PlayStation 2
  - Fecha de Lanzamiento: 27 de febrero de 2008

- Buzz! Junior: Carreras Locas:[20] quinto y último juego de la serie Buzz! Junior dedicado a las carreras de unos pilotos. En el juego, los jugadores encarnan a cuatro pilotos que participan en una serie de carreras con todo tipo de vehículos para ganar el máximo número de puntos para ganar la partida. Algunos de los minijuegos que tienen que superar los jugadores son Hélice Productiva, Islas Desiertas, Vuelo Congelado, Tracto Respiratorio Bajo, etc.
  - Plataforma: PlayStation 2
  - Fecha de Lanzamiento: 30 de octubre de 2008

## Buzz! Buzzer

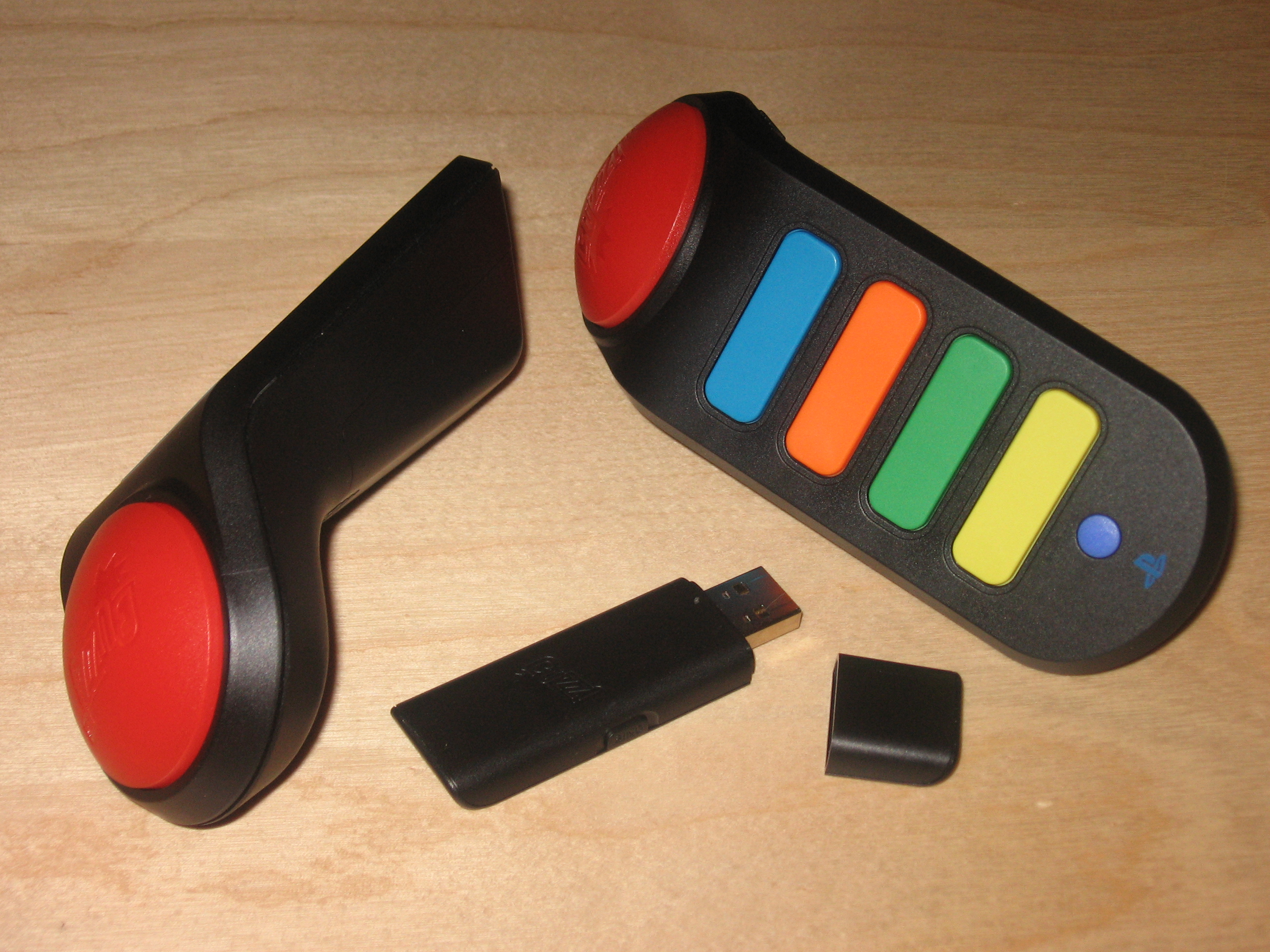
Controlador Buzz!

Los Buzz! Buzzer es un control especial específicamente creado para la serie Buzz!. Se venden por separado de cuatro en cuatro o en conjunto con el juego. Se conectan mediante USB en las versiones de PS2. En el salto de la saga a PS3, los buzzers pasaron a ser inalámbricos, necesitándose un receptor USB.
Los buzzers están formados por cuatro botones de colores (azul, naranja, verde y amarillo) para responder y un botón rojo: el botón BUZZ!. Estos son una replica de los buzzer de los concursos de la TV.